# Guerres entre els Jin i els Song
Les guerres entre els Jin i els Song foren una sèrie de guerres a la Xina durant el segle xii entre la dinastia Jin (jurchens) i la dinastia Song (hans) que culminaren amb la conquesta del nord de la Xina per part del primers. Els jurchens i els han foren aliats davant de la dinastia Liao, comandada pels khitans. Liao fou derrotat i els jurchens declararen la formació de la Dinastia Jin. Els Jin i els Song estigueren involucrats en deliberacions sobre el control dels territoris dominats prèviament pels khitans. Després d'una sèrie d'intents de negociació fallits, els Jin declararen la guerra contra els Song el novembre de 1125 enviant dos exèrcits. El primer exèrcit jurchen arriba el gener de 1126 a Taiyuan i posa setge a la ciutat, mentre el segon exèrcit creua el riu Groc en el seu camí cap a Kaifeng, la capital Song. L'emperador Huizong abdica i es retirà cap al sud al mateix temps que el segon exèrcit dels jurchens s'aproximava a la capital i el seu fill Qinzong és entronitzat mentre els jurchens s'apropen a Kaifeng, i hi posen setge fins que l'emperador Song promet pagar una indemnització anual, tanmateix, Qinzong incomplí la seva promesa i ordenà a les forces dels Song que defensessin les prefectures en comptes de fortificar la capital. Dos exèrcits enviats per Qinzong a Taiyuan, Zhongshan i Hejian són derrotats pels jurchens al juny i al desembre, les forces Jin de Wányán Wúqǐmǎi que havien capturat Taiyuan arriben a Kaifeng, que saquejaren el 9 de gener del 1127 i al maig, l'emperador Qinzong, Huizong i els membres de la cort dels Song són fets presoners en un esdeveniment conegut com l'incident de Jingkang i conduïts cap al nord de Manxúria mentre la ciutat era saquejada.
Liu Yu és entronitzat com a emperador de l'estat titella jurchen Qi, i els Song, sota el lideratge de Gaozong, germà de Qinzong continuaren la lluita com a dinastia Song del Sud durant més d'una dècada contra la puixança dels Jin. El juliol de 1129, les tropes Jin van començar a envair el territori Song en quatre direccions: Wanyan Chang des de l'est, Wuzhu des del mig, Wanyan Loushi des de l'oest i altres tropes dirigides per Wanyan Balisu. L'emperador Gaozong va ordenar al canceller Du Chong que abandonés la defensa de Kaifeng, retirant els seus companys soldats al sud del riu Iang-Tsé, i quan les forces Song van derrotar els Jin a la batalla de Huangtiandang en 1130, es van quedar al nord del riu i l'emperador Gaozong va declarar la ciutat de Lin'an com la nova capital temporal de la dinastia, substituint Kaifeng el 1133. En 1134, Yue Fei va comandar una campanya militar que va recuperar gran part del territori ocupat pels Jin, i l'any següent Qi captura la ciutat de Xiangyang, però en 1137 els Jin dissolen l'estat Qi i degraden a Liu Yu com a emperador. En 1140 Yue Fei llança una expedició militar reeixida contra els Jin i aconsegueix guanys territorials considerables, però l'emperador Gaozong l'obliga a retirar-se, i l'any següent, que Yue Fei és capturat, comencen les negociacions de pau, que culminen en el Tractat de Shaoxing pel què Song cedí tot el nord de la Xina als Jin el 1142 per obtenir la pau.
Els jurchens intentaren conquerir el sud de la Xina, però toparen amb una insurgència dels Song al nord i una contraofensiva del general song Yue Fei. Yue aconseguí guanys territorials davant dels Jin però es retirà sota les ordres de l'emperador del Song del sud, que donava suport a una resolució pacífica del conflicte. Una campanya contra els Song per part del quart emperador Jin, l'emperador Hailing, acabà amb l'assassinat del mateix a mans dels seus oficials. Una invasió dels Jin motivada pel revanchisme dels Song també resultà infructuosa.
Les batalles entre els Song i els Jin consideraren la introducció de diverses armes de pólvora. En el setge de De'an es té registrada la primera aparició de la llança de foc, predecessora primerenca de l'arma de foc. Les tribus jurchens eren la minoria que governava un imperi habitat de manera predominant per individus de l'antic Song del nord. Els emigrants jurchens s'assentaren en els territoris conquerits i assimilaren la seva cultura. El govern Jin instituí una burocràcia imperial centralitzada modelada a partir de dinasties xineses anteriors, basant la seva legitimitat en la filosofia confuciana. Les invasions mongols del segle xiii acabaren amb les dues dinasties.